# Лоцманов, Иван Петрович
Ива́н Петро́вич Ло́цманов (1903, Деречин — 26 января 1940, Москва) — сотрудник советских спецслужб, полковник, народный комиссар внутренних дел Киргизской ССР (1937—1939). Входил в состав особой тройки НКВД СССР. Расстрелян как вредитель и фальсификатор следственных дел. Не реабилитирован.

## Биография
Из семьи унтер-офицера (затем поручика) Русской императорской армии. В 1910—1913 гг. учился в школе в Пензе, а 1915—1918 гг. — в реальной школе Рогачёва, в 1920—1926 гг. — член Комсомола. Состоял в ВКП(б) с 1924 г.
В органах ВЧК-ГПУ-НКВД с мая 1921 г. : с 1922 г. — секретарь представителя Гомельского отдела ГПУ, с октября 1922 г. до октября 1923 г.— помощник уполномоченного и уполномоченный Гомельского губернского отдела ГПУ. Состоял в ВКП(б) с 1924 г. Позже был представителем и начальником подразделений пограничных отделов ОГПУ, в частности, в Житковичах и Полоцке. По службе характеризовался твердым и подкованным большевиком-сталинцем, что проявилось, в ч-сти, в доносе на собственного брата Николая с требованием привлечь его к судебной ответственности как «врага Советской власти». С 25 февраля 1936 г. — полковник. С 11 января по 23 июля 1937 г. начальник отдела оперативного управления погранзащиты НКВД Казахской ССР. Вошел в группу офицеров-пограничников, направленную первым заместителем наркома НКВД комкором М. П. Фриновским (недавним командующим погранвойсками) в органы НКВД (В. А. Ульмер, Н. Н. Фёдоров, М. Н. Коста, М. Б. Окунев, В. М. Дреков, С. Т. Матузенко, В. А. Ткачев, Г. И. Михайлов,  А. В. Иванов и др.).
С 16 августа 1937 по январь 1939 года — народный комиссар внутренних дел Киргизской ССР. Этот период отмечен вхождением в состав особой тройки, созданной по приказу НКВД СССР от 30.07.1937 № 00447 и активным участием в сталинских репрессиях.
Депутат Верховного Совета СССР 1 созыва.
Награждён орденом Красного Знамени (14 февраля 1936) и нагрудным знаком «Почётный сотрудник ЧК/ГПУ» (20 декабря 1932).
3 февраля 1939 года арестован. Содержался в Сухановской тюрьме особого назначения. Внесен в Список Л. Берии от 16 января 1940 г. по 1-й категории. 25 января 1940 года приговорен к смертной казни Военной Коллегией Верховного Суда СССР по ст.ст. 58-1а («измена Родине»), −7(«вредительство»), −11 УК РСФСР («участие в заговорщической к.-р. организации в органах НКВД») с лишением воинского звания и конфискацией всего лично ему принадлежавшего имущества. Расстрелян в ночь на 26 января 1940 г. в одной группе осужденных ВКВС СССР (А. А. Наседкин, Е. Ф. Кривец, Л. И. Рейхман и др.). Место захоронения — «могила невостребованных прахов» № 1 крематория Донского кладбища (в 1956 г. в лживой справке указано, что он умер 12 августа 1943 года, во время отбывания тюремного заключения). 
В мае 1940 г. в Москве по приговорам ВКВС СССР были расстреляны его подчиненные по НКВД КиргССР полковник М. Б. Окунев, ст.лейтенант ГБ Г. С. Идашкин и капитан А. В. Иванов (все по ст. 193-17 УК РСФСР; место захоронения — «могила невостребованных прахов» № 1 крематория Донского кладбища. 
28 мая 2013 г. Военной Коллегией Верховного суда РФ ст.58 УК РСФСР посмертно изменена Лоцманову на ст.193-17 УК РСФСР («превышение власти, злоупотребление властью при особо отягчающих обстоятельствах») с сохранением ранее вынесенной меры наказания.

## Посмертная переквалификация статьи осуждения
«...Лоцманов признан виновным в активном участии с 1933 года в антисоветской шпионско-вредительской организации, действовавшей в органах НКВД СССР, в которую был завербован ее активным участником Радиным Ф. Г. По заданию руководителей этой организации Лоцманов, используя свое служебное положение начальника 17 пограничного отряда, проводил вредительскую работу, направленную на срыв боевой готовности отряда, ослабление службы по охране государственной границы СССР, а также умышленно не принимал мер к очищению пограничной полосы от повстанческого и антисоветского элемента.
Являясь Народным комиссаром внутренних дел Киргизской ССР, Лоцманов с 1937 года по заданию одного из руководителей антисоветской заговорщической организации Фриновского М. П., с которым установил преступную связь, продолжил проводить вредительскую деятельность в органах НКВД, выразившуюся в избиении советско-партийных кадров, сохранении от разоблачения антисоветского элемента, применении незаконных арестов и фальсификации следственных дел.
Кроме того, в 1933 году он был привлечен Заковским Л.М.  и Шапиро-Дайховским Н. Е.  к шпионской работе в пользу разведывательных органов... Польши и, связанный с ее представителем Маевским, передавал совершенно секретные сведения о состоянии частей пограничной охраны, а также лично завербовал для шпионской деятельности двух человек.
В надзорном представлении поставлен вопрос о переквалификации содеянного осужденным на злоупотребление властью и превышение власти при наличии особо отягчающих обстоятельств, то есть на п. «б» ст. 193-17 УК РСФСР, с исключением из приговора указания о конфискации имущества.
....Рассмотрев материалы уголовного дела, Военная коллегия находит приговор подлежащим изменению по следующим основаниям.
Из материалов дела следует, что вывод о виновности Лоцманова в контрреволюционной деятельности основан на непоследовательных и противоречивых показаниях, данных им в ходе предварительного следствия, а также на показаниях обвинявшихся в 1938-1940 годах в совершении контрреволюционных преступлений бывших сотрудников НКВД СССР Ежова Н. И., Гуминского А. В. и Фриновского М. П.. Указанные лица заявляли о причастности Лоцманова к антисоветской заговорщической организации, существовавшей, по их утверждению, в НКВД СССР, и его возможных связях с польской разведкой, однако конкретных фактов его преступной деятельности ими не приведено.
В судебном заседании Лоцманов категорически отверг свою принадлежность к антисоветской организации и деятельность в ее интересах, заявив, что врагом народа он никогда не был, на предварительном следствии вынужден был признать себя виновным в контрреволюционных преступлениях в результате применения к нему незаконных методов ведения следствия.
В материалах дела отсутствуют протоколы допросов Радина и Маевского... Участие Фриновского и Заковского в антисоветской заговорщической организации в органах НКВД СССР и шпионской деятельности также не нашло своего подтверждения. 
Какие-либо иные доказательства совершения осужденным преступлений, предусмотренных ст. 58-1а, 58-7 и 58-11 УК РСФСР, в деле отсутствуют.
В то же время в судебном заседании Лоцманов признал себя виновным в проведении в 1937-1938 годах массовых незаконных репрессий в Киргизской ССР. Он подтвердил, что, возглавляя с 1937 года НКВД Киргизской ССР и выполняя установки Ежова, требовал от подчиненных ему сотрудников осуществления массовых незаконных арестов граждан, в отношении которых фальсифицировались уголовные дела о совершении контрреволюционных преступлений. Задержания и аресты граждан производились по спискам при отсутствии для этого оснований. Ко всем арестованным широко применялись методы физического воздействия, в результате чего они признавали себя виновными в совершении несуществующих преступлений.
С целью не допустить отказа арестованных от «признательных» показаний сфальсифицированные уголовные дела передавались на рассмотрение внесудебных органов, по решению которых многие из указанных лиц подвергались расстрелу.
В 1938 году по его указанию необоснованно арестованы 14 депутатов второго партийного съезда Киргизской ССР. В декабре того же года после получения приказа НКВД СССР о прекращении исполнения приговоров в отношении лиц, осужденных«тройками», он отдал приказ о расстреле свыше 500 человек, доказательства вины которых отсутствовали.
Помимо личного признания Лоцманова его виновность в указанных деяниях подтверждена совокупностью иных собранных по делу доказательств.
О незаконных массовых репрессиях и роли в этом Лоцманова показали и бывшие сотрудники НКВД Киргизской ССР Песков, Новиков, Арсентьев, Воробьев, Лалов и Окунев. В частности, Песков и Новиков заявили, что с прибытием в НКВД Киргизской ССР Лоцманова по его указанию к незаконно арестованным гражданам стали применяться продолжительные «стойки» и конвейерный метод допросов, в ходе которых арестованных жестоко избивали. Полученные таким методом вымышленные показания использовались для ареста других лиц. В результате этого по сфальсифицированным по указанию Лоцманова делам были арестованы 24 члена Куршабской партийной организации, ряд делегатов второго съезда КП(б) Киргизской ССР и многие другие лица. 
Из показаний бывшего начальника Калининского районного отдела НКВД Арсентьева В. Г. следует, что в апреле 1938 года Лоцманов потребовал арестовать 1000 человек из числа лиц - перебежчиков из Китая независимо от времени и характера перехода границы. Выполняя указание Лоцманова, он в течение суток арестовал около 100 граждан, которых отправил в Ошскую тюрьму.
Согласно показаниям свидетеля Воробьева в мае 1938 года при посещении Каракольского УНКВД Лоцманов приказал подготовить список всех проживающих в районе дунган (китайцев), после чего наложил на нем резолюцию «арестовать указанных в списке дунган и колоть их на шпионаж, дела оформлять на «тройку»». 
Бывший заместитель Народного комиссара внутренних дел Киргизской ССР Окунев М. Б. подтвердил многочисленные факты нарушения законности, допущенные в период руководства НКВД республики Лоцмановым. При этом он заявил, что в декабре 1938 года, вопреки положениям приказа НКВД СССР, Лоцманов потребовал от подчиненных привести вынесенные ранее приговоры «троек» в исполнение. Подчинившись приказу, Окунев выдал несколько предписаний, датированных вымышленными датами, на расстрел более 100 человек. Согласно показаниям бывшего коменданта Ошского окружного отдела НКВД Киргизской ССР Лалова его подчиненными выполнено указанное требование Лоцманова об исполнении смертных приговоров.
Из приобщенной к уголовному делу справки 1 спецотдела УГБ НКВД Киргизской ССР видно, что в декабре 1938 года по предписаниям Лоцманова и Окунева расстреляно 944 человека.
О причастности Лоцманова к незаконным массовым репрессиям в отношении советских граждан свидетельствуют и иные доказательства.
Из изложенного следует, что Лоцманов, проходя в 1937-1938 годах службу в должности Народного комиссара внутренних дел Киргизской ССР, совершил систематическое злоупотребление властью и превышение власти при наличии особо отягчающих обстоятельств, в связи с чем содеянное им подлежит переквалификации со ст. 58-1а, 58-7 и 58-11 УК РСФСР на п. «б» ст. 193-17 УК РСФСР (в редакции 1926 г.) с исключением в связи с этим из приговора указания о конфискации имущества.
Руководствуясь ч. 4 ст. 8, ч. 3 ст. 9 Закона Российской Федерации от 18 октября 1991 г. «О реабилитации жертв политических репрессий», ст. 407, п. 6 ч. 1 ст. 408 УПК РФ, Военная коллегия Верховного Суда Российской Федерации определила : 
Приговор Военной коллегии Верховного Суда СССР от 25 января 1940 г. в отношении Лоцманова Ивана Петровича изменить: переквалифицировать действия Лоцманова И.П. со ст. 58-1% 58-7 и 58-11 УК РСФСР на п. «б» ст. 193-17 УК РСФСР (в ред. 1926 года) и исключить из приговора указание о конфискации имущества осужденного.
В остальной части приговор оставить без изменения.»

Из Определения Военной коллегии Верховного суда РФ от 28 мая 2013 г.